# Aleja Dixie

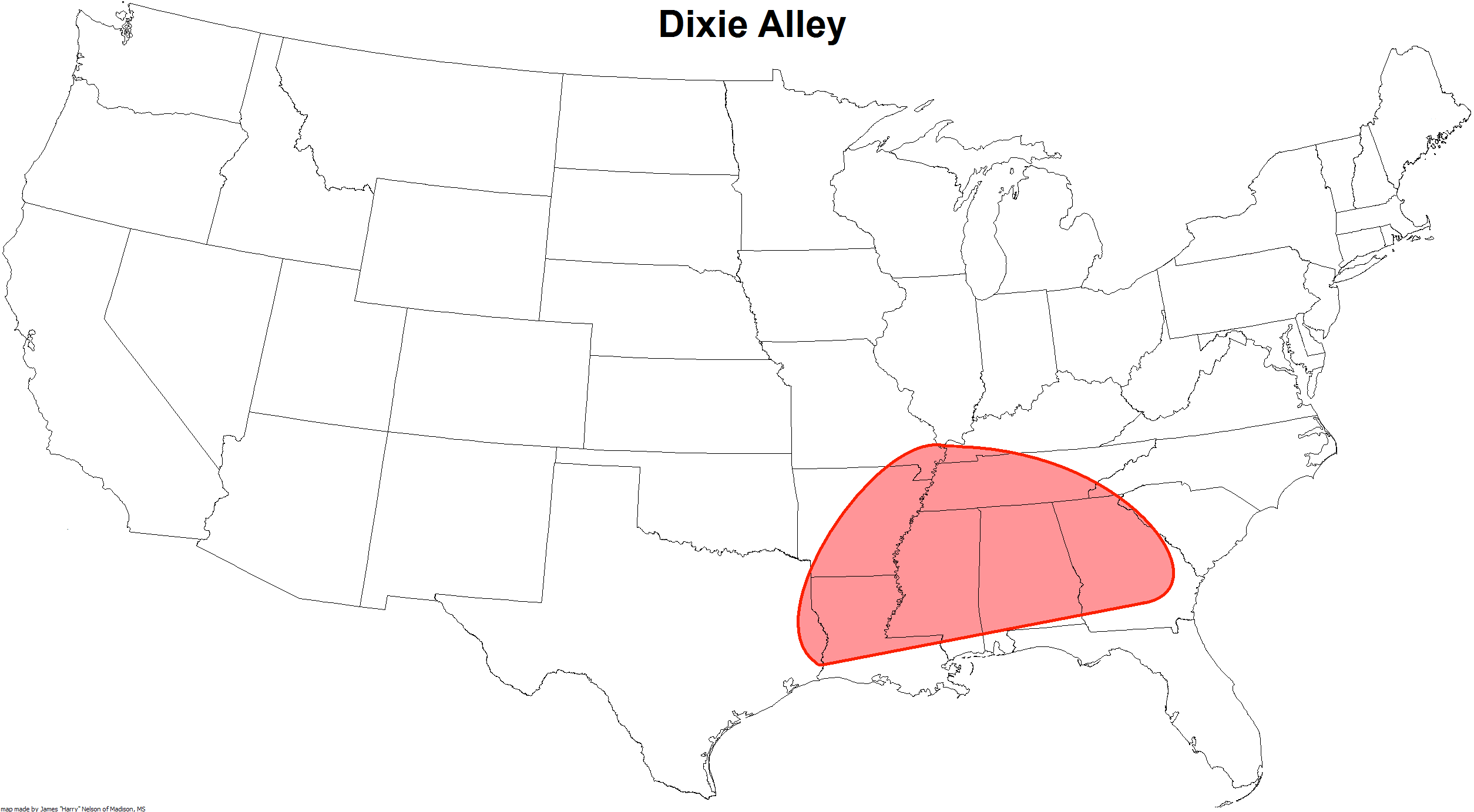
Aleja Dixie (zaznaczona czerwonym kolorem)

Aleja Dixie (ang. Dixie Alley) – to termin określający region w południowo-wschodnich Stanach Zjednoczonych, charakteryzujący się wysoką częstotliwością występowania tornad, często o dużej sile i długim przebiegu. Obszar ten obejmuje wschodni Teksas, Luizjanę, Arkansas, Missisipi, Alabamę, Tennessee, Georgię, zachodnią Karolinę Północną i Południową oraz części Kentucky i południowego Missouri. Region sąsiaduje również z inną Aleją Tornad.